# 偶像大師 灰姑娘女孩 星光舞台
《偶像大師 灰姑娘女孩 星光舞台》，簡稱「 Deresute」，英文簡稱「CGSS」，是由Cygames製作、萬代南夢宮娛樂發行的iOS及Android智能手機音樂遊戲，屬「偶像大師 灰姑娘女孩」系列作品，於2015年9月初在日本推出。
本遊戲在iOS App Store及Android Google Play屬於免費下載的應用程式，而遊戲內亦有選擇性的付費項目可供購買。

## 遊戲系統
本遊戲是一個以社交網絡遊戲《偶像大師 灰姑娘女孩》作為背景的節奏音樂遊戲，所有遊戲角色均取自該作品，而玩家則擔當製作人（プロデューサー）的角色。遊戲系統主要分為五個部份，分別是、「偶像」（アイドル）、「會話」（コミュ）、「房間」（ルーム）和「轉蛋」（ガシャ）。

### LIVE
「LIVE」是遊戲的主軸，以自行編成的組合演出歌曲。遊戲在推出時收錄超過20首歌曲，當中包括有、在內的動畫歌曲、角色歌曲和組合歌曲，此外還有遊戲原創主題曲《傳遞吧！偶像》（とどけ!アイドル）。每一首歌曲在初次遊玩時提供「DEBUT」、「REGULAR」和「PRO」三種從容易到困難的級別，而難度最高的「MASTER」級別則只會在「PRO」級別通關後方獲解鎖。在「MASTER」級別通關後，遊戲將開放該歌曲的「MV」模式，供玩家單純觀賞演出。
角色方面，玩家可以從超過50名偶像中編成各個五人組合進行演出。遊戲中登場的角色都被分入「Cute」（キュート，主題色為紅色）、「Cool」（クール，主題色為藍色）和「Passion」（パッション，主題色為黃色）三種屬性之一，玩家可按照歌曲屬性選取同樣屬性的角色進行遊戲，以得到更高的分數，部份稀有角色在「LIVE」演出時也會發揮生命回復等特技幫助玩家。游戏内每一天都有三節「訓練券時間」（トレチケタイム），玩家在這段時間可以更高的概率獲得訓練券，並使用它們或其他角色卡對選取的角色進行訓練，以獲得經驗值，提高其能力。
進行「LIVE」演出前，玩家可選擇「3D標準」、「3D輕量」、「2D標準」和「2D輕量」四種模式之一遊玩。若選擇3D模式，在遊玩的過程中將可在背景觀賞經光學式動作捕捉和3DCG技術製作生成的高畫質舞台演出，但系統負荷較高，也將使用較多電量；而2D模式則只會顯示平面的迷你人物圖像。玩家也可在菜单中的「LIVE設定」内對遊戲中圓環出現的節奏進行微調，以解決一些手機出現聲音延誤的問題。

「LIVE」3D模式遊戲介面，玩家需在圓環與底下角色圓圈重疊時觸碰圓環得分，同時背景也會播放即時生成的角色3D模型舞蹈演出。

進行「LIVE」演出時，圓環會隨著歌曲節奏落到下方五名成員的圖示中，玩家需要對圓環進行觸碰、長按、同時觸碰和橫掃等動作以獲得分數。如果觸碰圓環的時機準確，玩家將可按準確程度獲「PERFECT」或「GREAT」評價，並累積「COMBO」；若時機不準確的話，則會按誤差程度得到「NICE」、「BAD」和「MISS」三種評價之一。玩家累積越多「COMBO」得分越高，相反得到較差的評價時將會消耗生命值，當生命值消耗殆盡就會中止遊戲。
完成「LIVE」演出後，遊戲將按分數高低、「COMBO」數以及通關次數向玩家發放不同程度的獎勵，此外玩家與成員的「親愛度」以及成員的支持者數目也會隨之上升、同時也會發放隨機的成員卡片或道具作為獎勵。當玩家與一名角色的「親愛度」達到最高值，玩家將可對該角色進行特訓，獲得更高級的服裝和能力。
體力（スタミナ）會隨著玩家的等級（プロデューサーLv，簡稱）上升而提高。玩家每進行一次「LIVE」都會消耗體力，歌曲難度越高消耗體力也越多。體力會隨時間回復（每5分鐘回復1點），但玩家也可以透過使用道具或星形寶石（スタージュエル）進行即時回復。

### 活动
从2015年9月25日起，游戏开始举办各种周期性活动，为期6-10天左右，通过Live活动可以获得活动稀有角色卡（按照获得难度分为上位和下位）或者游戏道具，主要已投入的有：
- 道具活动（传统活动）

第一次起始于2015年9月25日，在普通曲目Live完成后，按照普通Live成绩获得一定数量的活动道具和活动积分，收集活动道具用于参加活动曲Live演奏的使用，完成后根据Live表现获得更多的活动积分。活动有活动分数里程碑奖励，其中包含了当期活动的两个稀有角色卡。活动结束后根据活动积分排位给予奖励，包括上位稀有角色卡、活动纪念奖杯的房间装饰等。第七次活动开始增加曲目收益增倍的功能，普通曲目可以消耗特定倍数体力来获得更多的活动道具，活动曲目消耗特定倍数的活动道具来获得更多的活动积分。
- Cinderella Caravan（掉落活动）

第一次起始于2015年10月9日，普通曲目Live完成后，按照Live的表现情况和队伍配置（主要基于队长的星运等级）随机掉落活动出现的角色卡或其他游戏道具。第三次活动增加掉落活动道具可以用于直接兑换活动角色卡或其他游戏道具。
- Live Groove（组曲活动/3+1活动）

第一次起始于2015年10月31日，玩家通过挑选曲目等级和消耗一定体力参加活动，首先游戏根据曲目属性挑选出三首普通曲目进行接力演奏，可以花费金币切换为另外两个属性。确定并选择队伍后开始演奏，每首曲演奏结束后combo和生命值会继承到下一首曲目中，并且可以选择恢复生命值或者休息退出程序（重新进入游戏时能继续）。三首曲目会计算一个活动指标值，出现失误会损耗指标，反之指标会上升。三首曲目完成后结算时根据指标值，如果达标则进去活动曲作为encore曲，两部分曲目完成后累计活动积分。活动有活动分数里程碑奖励，其中包含当期活动的两个稀有角色卡。活动结束后根据活动积分排位给予奖励，包括上位稀有角色卡、活动纪念奖杯的房间装饰等。
- Live Party（协力Live）

最早于2016年3月17日进行小范围测试，第一次于2016年6月10日举行，2017年9月3日游戏发布二周年时调整为常态化活动。游戏前需要配置不同的活动队伍，玩家通过挑选曲目等级和消耗一定体力参加活动，然后游戏随机分配4个玩家和一首曲目，在玩家参与队伍中选出一个位置的偶像组成Live队伍，开始曲目演奏时玩家的不同角色可以相互分享到角色技能效果，如果演奏失败也会继续到Live结束而不会直接判定为Live失败。Live结束后根据玩家各自演奏表现结算积分贡献比例和对应的活动积分与活动奖励，包括掉落角色卡。活动结束后根据活动积分排位给予奖励，包括活动纪念奖杯的房间装饰等。演奏开始前和结束时可以用指定的角色表情包交流。
改为常态化活动后，为Live完成后获得相应时期的活动道具，换取游戏道具或者早期特定时期周期性活动的稀有角色卡。
- LIVE Parade（巡演活动）

于2016年9月30日首次举办，玩家模拟在日本全国各地理分区内举办演唱会，积累活动积分和地区粉丝观众数来完成活动里程碑。每个分区都有若干城市演唱会，演唱会内玩家可以挑选1~3首曲目并消耗一定体力，通过完成演唱会指定的通过条件（例如控制全部演出完毕后生命值限制等）来达成演唱会成功，获得相应奖励、活动积分和粉丝观众数。每天部分曲目会稍微提升获得的粉丝观众数，另外可以使用金币换取大幅提升粉丝观众数的道具。部分地区和城市演唱会需要获得足够粉丝观众数或通过其他城市演唱会才能启用。活动只对使用活动曲的曲目分数进行了排名。
- 前进！灰姑娘

于2018年1月22日首次举办。类似大富翁式的跑图任务。设有两组多个地图，每个地图上有不同的Live条件，通过日常的Live演出获得地图格的前进步数，指定的队伍编组和演奏乐曲可以提升前进步数的加成系数，在到达地图的终点在完成一次指定成功条件的日常Live则可以获得相应奖励道具或稀有角色卡。
- LIVE Carnival（嘉年華活動）

於2019年7月2日首次舉辦，由島村卯月、澀谷凜、本田未央灰姑娘御三家的已發售歌曲「Stage Bye Stage」加入各自的三人組合共九人的舞台首次登場，玩家需在每一個BOOTH選擇一首歌Live，同隊伍中不能有同卡面的角色，且不能選擇重複的歌曲，每個BOOTH有不同的屬性加成，玩家可以依自己偶像的能力值編組隊伍來取得最高分，每上升一個Rank重置一次，且可能會開放新的BOOTH和增加一場Live獲得的代幣，BOOTH 10 只能選GRAND模式的當期活動曲遊玩。活動獎勵的方式是抽寶箱，得到目標獎勵才可往上升階。活動排名是以玩家個人的通關程度，Rank S 為銅杯；Rank SS 為銀杯；Rank SSS 為金杯。
也是遊戲中第一次加入GRAND的Live模式，玩家可以在超過五人的舞台上自由選擇喜歡的角色上台。

### 偶像
「偶像」（アイドル）介面與《偶像大師 灰姑娘女孩》遊戲頗為類似。玩家可在此對自己擁有的偶像角色進行普通訓練、星級訓練和特訓，以提高角色在各方面的能力和特別技能。在「訓練」（レッスン）中，玩家可以其他角色或訓練券（トレーナーチケット）為選定的角色進行訓練，並透過犧牲那些角色和訓練券換取經驗值。在「星級訓練」（スターレッスン）中，玩家可以將相同的角色卡合併，提升星級，以在進行演出時獲得更多代幣和提高抽得稀有角色的機會，以及让偶像获得的粉丝数增加。在「特訓」中，玩家可以與「親愛度」達到最高值的角色進行特訓，並解鎖隱藏服裝和背景，同時獲得更高的能力值。在开服一周年的更新中，追加了根据偶像的粉丝数获得相应的技能配置点数，通过消耗特训道具能指定增加偶像能力的技能配置点数来提升偶像角色的基础数值。通过使用与live歌曲属性对应的偶像卡牌更容易取得高分数。

### 會話

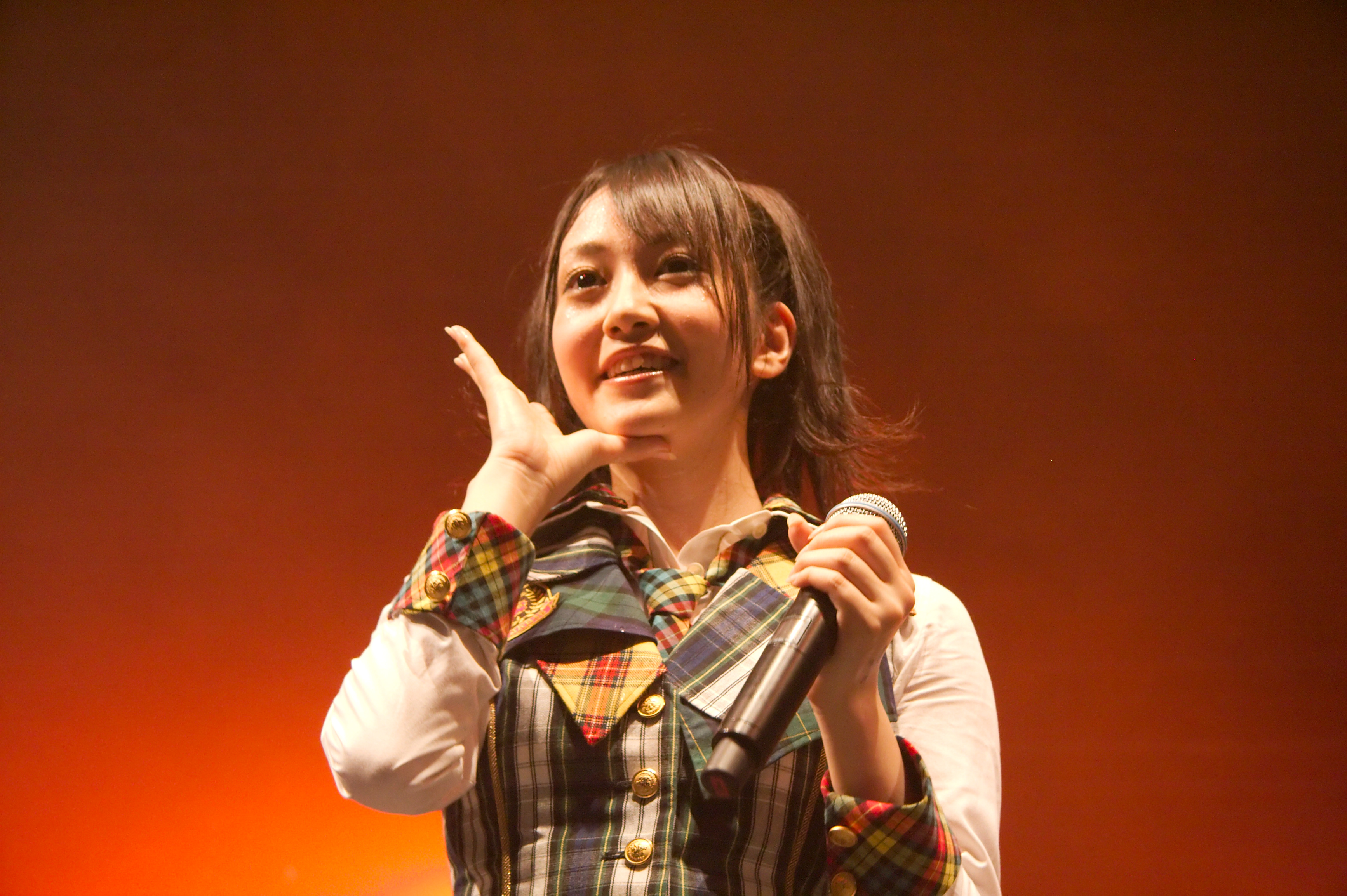
大部分角色的會話內容均包含了角色聲優錄製的對話內容錄音，玩家可在閱覽內容時下載相關數據聆聽。圖為在《偶像大師 灰姑娘女孩》中為橘愛麗絲配音的佐藤亞美菜。

「會話」（コミュ）介面分為主線劇情和個別劇情。隨著等級上升而解鎖的主線劇情（ストーリーコミュ）途中也會插入不計分的首次「LIVE」演出，讓玩家認識新曲。會話最初以島村卯月、澀谷凛和本田未央三名主角為主軸，並於其後劇情繼續加入其他角色；各段會話會隨著等級上升、角色支持者人數和「親愛度」等多種途徑解鎖，首次完成一段會話後也會獲得「星星寶石」或「友情點數」回報。個別劇情（アイドルコミュ）則可讓玩家與在遊戲中得到的角色對話、回顧自己作為製作人發掘她們的經歷和她們成為偶像的故事。大部分會話均會播放角色聲優的真人錄音。

### 房間
「房間」（ルーム）介面以偶像事務所為模型，可讓玩家使用從各種渠道獲得的代幣到商店購買壁紙、鋪設地板和更換背景等，以及添置各種家具裝飾事務所。商店中的一些物品可以提供特別技能，或定時發放道具和代幣；房間內的音樂機（サウンドブース）可以播放玩家已获得并演奏过的曲目和讓玩家以代幣解鎖部分新曲。玩家在遊戲中配置的主力编成或独立的房间编成的偶像角色將會在房間中以迷你型態出現，並四處走動、触发装饰效果或說話。

### 轉蛋
「轉蛋」（ガシャ）介面允許玩家透過使用從各種途徑獲得、或透過課金買回來的「星星寶石」（スタージュエル）進行「白金轉蛋」（プラチナガシャ），隨機抽取稀有（レア）至超稀有（Sレア）角色卡。玩家也可以使用平日獲得的友情點數（友情pt）進行「本地轉蛋」（ローカルガシャ），隨機抽取普通至稀有角色卡和道具。

## 歷史

### 2015年
6月28日，於大宮SONIC CITY舉行的公開錄音廣播節目上宣佈將會推出此作品。
9月3日，推出Android版本。
9月10日，推出iOS版本。
9月11日，下載次數突破400萬，成為萬代南夢宮娛樂公司歷史上最快達到該下載量的作品。
9月25日，舉行首次特別活動「我是廢柴機器人」（アタシポンコツアンドロイド）。。
9月30日，第一回期间限定扭蛋「甜蜜万圣节照片」上线。
10月9日，首次舉行在每次演出後都有一定機會獲得限定偶像的活動「灰姑娘女孩的大篷車」（シンデレラキャラバン）。
10月31日，舉行首次歌曲串燒活動「LIVE Groove Vocal burst」。
12月18日，举行第四回道具活动「Snow Wings」，本次活动的曲目是手游首发。该曲收录于2016年3月30日发售的STARLIGHT MASTER系列CD首发专辑中。
12月22日，下載次數突破1000萬。
12月25日，推出由SMAP成員中居正廣主演的電視廣告。中居在廣告中以音痴般的歌聲和完美的舞蹈演出了《祈願吧！灰姑娘》（お願い!シンデレラ）和《Star!!》兩曲，引起了網民的熱議。
12月30日，第四回限定扭蛋「新春快乐」上线，同时举行第一次「Cinderella Fes」，在此期间SSR卡片的抽取概率由1.5%翻倍至3%。

### 2016年
1月26日，开放训练模式，玩家可以通过使用训练券不消耗体力进行歌曲训练，训练过程中即使生命值降为零也依然可以继续游玩，结束时不会获得任何奖励。
2月1日，开放任务系统，分为每日任务和每周任务，完成各项任务可以获得金币、训练师和体力瓶等道具。
2月18日，MV系统加入歌词字幕功能。
3月11日，下载数突破1200万。
5月13日，第一次常驻超得扭蛋上线，玩家可以使用有偿星石购买一张十连扭蛋券和一张指定偶像招募券，使用后者可以招募任意一名已有的常驻偶像卡片。
5月20日，获得App Store内销排行榜第一位。
6月22日，收录有「ハイファイ☆デイズ」一曲的「THE IDOLM@STER CINDERELLA GIRLS STARLIGHT MASTER 03」发售。由于本专辑首周销量达到8.9万张，被日本唱片协会认定为金唱片，这也是偶像大师系列的首张金唱片。
7月28日，制作人笔记中开放预览3D模型、重听语音、重现抽卡画面的功能。
8月17日，开放名片功能，玩家可以制作自己的游戏名片并与其他玩家交换；举行4th live联动企划「Starlight Casting」，玩家可在游戏内投票决定9月3日和4日在「THE IDOLM@STER CINDERELLA GIRLS 4th LIVE TriCastle Story 神户公演」上演唱「ハイファイ☆デイズ」和「純情Midnight伝説」的声优。
9月3日，举行手游一周年纪念系列活动。
9月9日，开放制作人等级中的SSS「偶像大师」一档，每月月末获得粉丝数排在前1000名的玩家将获得为期一个月的SSS等级和「第X期偶像大师」的称号。
9月12日～9月18日，为了紀念開服一週年，在新宿站內設立大型广告，包括游戏内迷你形象互动的LED屏幕、支撑柱上的偶像角色超稀有形象全身像贴图、活动场景纸板摆设等。
9月16日，开放潜能释放功能，偶像粉丝数增加后，玩家可以消耗一定的特训物品来提高偶像的属性值。
9月27日，开放女子寮功能，玩家可以将暂时不用的偶像放入女子寮中。
11月18日，开放任务搜索和任务完成后自动领取奖励的功能。
12月7日，开放金币商店和特训材料交换功能。
12月20日，开放房间配置保存的功能；开放嘉宾参战偶像和领队偶像设置功能。
12月25日，举行「新春！白金彩票」活动，玩家通过每日登录和完成特定任务便可获得彩票，而后进行抽奖以获得丰厚奖品。

### 2017年
2月10日，更新名片功能，调整了偶像显示的大小，增加了名片交换方式。
2月13日，开放歌曲的MASTER+难度，在MASTER+难度中增加了新的「滑动」节奏图标；开放「皮喵点播」功能，玩家在指定难度后由DJ皮喵选择乐曲，结束后可以获得特殊的物品用于在房间里提升偶像的亲爱度。
2月14日，开放礼装店功能，玩家可以花费有偿星石购买用于3D LIVE模式中的偶像衣服。
4月10日，举行「乐曲总选举」活动，玩家可以为乐曲投票，选举中获得第一位的solo曲和小组曲将分别由Mobage「偶像大师 灰姑娘女孩」中第六回总选举的第一名和前三名演唱。5月14日发表结果为：solo曲「こいかぜ」胜出，小组曲「Tulip」胜出。
4月13日，更新偶像训练系统，选择训练素材时可以一并选择偶像和训练师。
4月25日，开放「MV原站位」功能，方便玩家以原编队和位置欣赏MV。
5月13日，开设「THE IDOLM@STER CINDERELLA GIRLS 5th LIVE TOUR Serendipity Parade!!!」联动页面
5月15日，开放「THE IDOLM@STER CINDERELLA GIRLS 5th LIVE TOUR Serendipity Parade!!!」联动页面中的MV播放功能，玩家可以欣赏到刚刚结束的公演中曲目的MV
5月22日，开放SSR、SR偶像自动保护功能。
6月13日，开放「庆祝偶像生日」功能，玩家可以选择接收偶像生日的提醒，并为生日的偶像制作贺卡。
6月29日，开放天井机制，玩家进行白金抽选时可获得闪耀星石，集够300个可以兑换当期卡池内的任意偶像。同时SSR卡片的基础抽取概率由1.5%永久上调到3%，在举行「Cinderella Fes」的情况下，SSR抽取概率达到了6%。
6月30日，开放MV的「3D RICH」画质。
7月19日，开放MASTER+难度下选择此前活动期间谱面的功能。
7月26日，开放复制编队的功能。
8月31日，Live中体力降为零后继续游玩所需的星石数量从50个永久下调为10个。
9月3日，举行手游二周年纪念系列活动。
9月20日，开放「MV播放单」功能，玩家可以自由挑选已经举办过的各次公演的歌单，按实际演出顺序观赏对应的MV。
10月11日，开放「Smart Live」模式（即竖屏模式），仅有Solo曲可用，与原有乐曲相对独立，分为THICK和TRICK两种难度，大致对应原有的REGULAR和HARD难度。
11月2日，「制作人笔记」中开放「摄影棚」功能，玩家以竖屏模式进入后可以调整不同的背景、偶像衣装和动作并欣赏。
11月19日，开放MV的「2D RICH」画质。
11月20日，更新偶像筛选机制，玩家可以依据偶像的属性、Center位技能、特技等切换是否在页面里显示这些偶像。
12月11日，开放MV的「显示范围设定」功能，玩家可以调整MV画面的显示比例。
12月15日，更新协力Live匹配机制，玩家在创建房间时和在房间内可以选择接下来参加匹配的乐曲属性。
12月31日，全天举行「全明星倒计时演唱会」，当晚22点实装了重制版的「こいかぜ -花葉-」。

### 2018年
1月22日，举行第一回「前进！灰姑娘之路」活动。
1月30日，开放MV的「摄影」功能，玩家可以在欣赏MV的过程中暂停并使用摄影功能，图片将保存在游戏内菜单-相册中，无法导出，但可用于为偶像制作生日贺卡。
3月5日，LIVE Groove活动首次加入传统活动的“后半战”模式，但仅限使用两倍体力。因为玩家以两倍消耗游玩Master难度时将需要100体力，已经超出了目前96的体力上限，必须使用道具或者星石方可将体力补充至100以上。
3月19日，全面更换选曲界面设计，由原来的横向滑动变为纵向滑动，并添加了更多的乐曲筛选排序条件；SMART LIVE模式加入了判定线位于下方的选项，实现了真正的竖屏游玩。
3月29日，新增「营业」功能，玩家可以将最多5名偶像送至全国各地开展不同的营业活动，获得金钱、粉丝和道具等奖励。在游戏内有限定活动时还会有活动对应的营业选项，可以获得活动pt和活动用道具。类似于其他一些游戏中的“远征”功能。
4月10日，第七次灰姑娘总选举开始，星光舞台本次也可以参与选举的投票。结束后星光舞台内将为排名前五的偶像举办专属活动并制作专属3D建模服装。
4月27日，新增「デラコネ」系统，将原有的“偶像们的话题”移入的同时增加了“灰姑娘剧场 横版”和“Cinderella Post”两个功能。
5月14日，宣布将于9月8日与9日在群马县前桥市的举办三周年纪念演唱会「THE IDOLM@STER CINDERELLA GIRLS SS3A Live Sound Booth♪」。
5月19日，第七次灰姑娘总选举结果公布。
6月27日，开放普通稀有度偶像自动移籍功能。同时为迎接已即将开始播放的电视动画《灰姑娘女孩剧场》，“デラコネ”内新增了“周二灰姑娘剧场”的入口，内容与Mobage版的相同。
7月18日，游戏程序升级到3.9.1版本，在更新要求删除既有的缓存数据，此次更新于次日强制实施。
7月19日，游戏服务器维护后，更新了以下内容：
1. 开放「白金硬币」功能，玩家在抽到重复的SSR稀有度卡片时将额外获得一个白金硬币，可在专门商店内换取十分珍贵的道具；
2. 更新偶像编队中后援偶像的组成机制，
3. 更新粉丝获得机制，SSR稀有度偶像在进行「星运训练」时，星运等级每升级一点即可获得1万名粉丝，但通过此方式获得的粉丝不计入制作人等级「偶像大师」的评定；
4. 偶像潜力新增「技能发动概率」一项，最高可提升20%的技能发动概率；
5. 新增道具「制作配方」，可以无视上限为单名偶像增加潜力，每名偶像最多5点；
6. 新增道具「魔法时钟」，在重置偶像潜能时使用可以返还潜能对应的物品。  8月21日，宣布为庆祝游戏三周年，将于8月28日零时起在各大音乐网站上以数字形式发布包括尚未发售CD的曲目在内的全部游戏原创曲目的完整版。

8月31日，更新横屏模式的LIVE演出，支持比例在16:9以上的宽屏幕全屏显示。
9月3日，举行手游三周年纪念系列活动，当天游戏内更新了以下内容：
1. 开放「2D服装变更」功能，玩家可以自由选择在2D LIVE模式下和房间中偶像所穿的服装；
2. 「Live Party」中开放歌曲的MASTER+难度，同时废除了星章的时效限制；
3. 「营业」功能中可以自由的选择加速的时常并消耗对应的体力，同时加入了相同编队继续进行同一营业活动的“再出发”选项；
4. 超得活动中首次将选择范围扩大到了此前的期间限定偶像。  9月16日，「Smart Live」适配乐曲增加《EVERMORE》、《Yes! Party Time!!》，为第一次加入多人曲目。更新「摄影棚」功能，加入了一种新场景和三种动作。

9月18日，3D服装加入换色功能。
9月28日，玩家等级上限由300提升至500，并重新调整了玩家的体力值上限。

### 内容缩减周期
2023年12月30日，宣布自2024年1月起调整营运规模，大幅减少周期活动、新曲、新卡片的新增。
2025年7月2日，宣布自2025年10月1日后停止游戏内容更新，包括8月21日终止PC DMM版运营。

## 評價
《偶像大師 灰姑娘女孩 星光舞台》大致獲得了正面的評價：
- 《電擊App》的評論家原常樹認為遊戲中「LIVE」介面的舞台燈光、背景觀眾和鏡頭的擺動都很生動，3D模型亦能細緻顯示出角色的表情、手指和腳部動作，而每一名角色的3D模型都按其身型度身訂造、很有個性，就這已經足夠讓他「吃下三、四碗飯」；他又指會話過程清楚描寫了玩家作為製作人發掘各個角色的獨特經歷，更有完整的真人錄音，令他「不能不聽。」[2]
- 《Gamedb》認為遊戲舞台效果華麗、3D舞蹈模型精緻、人物動作擺動自然、節奏打擊變化多端，唯一缺點是「耗電量與熱機的程度太高」[28]。
- 《4gamer》的Mafia梶田（マフィア梶田）稱「PRO」的難度已經「令他吐血」、而「MASTER」更是「5秒完結」，但「深信玩下去會變得更強」，又認為各人的3D模型在角色數目如此多的情況下依然做得很可愛，並讚賞了「房間」介面內的事務所「氣氛良好，有著牛奶的香味。」[29]
- 《斑馬網》評論指遊戲在下載後需要經歷一大輪新手教學和資源下載，讓不少玩家卻步，又指出3D模式在硬件設備不夠堅實的時候會出現卡機的現象，但亦讚賞了3D模式中的女孩子「太漂亮、太搶眼」，令人「根本無法專心打歌」，又稱身旁的《Love Live!》支持者都「開始轉教加入這個全新的『邪教組織』。」[30]
- 《手遊綜合門戶》評論將遊戲與《Love Live! 學園偶像祭》比較，認為雖然遊戲中「LIVE」的按鍵位置擺位不及後者，玩法亦分別不大，但在畫面表現上把後者「甩出好幾條馬路」，下載數量上升的速度亦遠超後者[31]。
- 《TechnologyTell》同樣指遊戲與《Love Live! 學園偶像祭》頗為相似，但讚賞了遊戲的舞蹈演出，並且發現萬代南夢宮早已在2015年2月於歐洲為《偶像大師 灰姑娘女孩》註冊英文商標，期望遊戲可以推出翻譯版本[32]。
- 《4399手機遊戲網》的評論員認為遊戲使用者介面「精致又清新」，只是按鈕的面積有些小，以及「Live」時的點擊部分不夠符合「人體工學」。但他亦指遊戲容易上手，劇情模式有代入感，又稱讚「Live」的可視效果精緻，而且設有4種可視模式的做法「能夠為玩家考慮這麼多還是相當不容易的。」他認為「不論是不是偶像大師的死忠，都可以作為一款普通的音樂遊戲來玩。」對比起《Love Live! 學園偶像祭》，他指此遊戲可以視《Love Live! 學園偶像祭》為學習對象，而兩款遊戲「僅是形式上相類似，風格上則是各具特色」；「除了感覺上相類似外，沒有過分相同的地方。」[33]

## 軼事
有玩家發現，在選擇暱稱時若輸入「不課金」的話，系統會彈出提示指名稱含有「禁止字詞」，但若改成「我會課金」則獲系統接受。
此外，在遊戲載入內容或下載數據時，畫面將顯示「一格劇場」（1コマ劇場）或「傳聞」（ウワサ）等簡短故事，故事中的幽默內容在Twitter引起了玩家熱烈討論。這些故事可以在系統設定重溫。
在原作游戏中，由于作为游戏导引的角色千川千寻（千川ちひろ）经常鼓励玩家进行课金而被玩家形容为“鬼”、“綠色恶魔”，而在本作游戏的房间模式中，千川千寻作为必须存在的装饰道具放在房间中，有玩家发现如果用其他道具（包括围墙、香薰机）围困其中，可能会提高在转蛋时出SSR等级的可能，从而变成了玩家间的都市传说而纷纷效仿，甚至在同人创作题材出现了相关的形容词（如在nico大百科中命名为，而pixiv的标签为）。
自2015年11月開始，有玩家發現可以縱向操作遊戲以獲得較高的畫質，並能藉此看見一些平常被隱藏在畫面外的元素。
2017年9月27日开始的限定扭蛋复刻中，复刻限定SSR偶像公布的抽取概率为0.4%，但实际后台的数据被设置为为0.04%，随后运营方对此失误进行了补偿。
2017年12月31日举行的「全明星倒计时演唱会」在活动一开始就出现活动页面无法访问的问题，导致玩家无法实时查看活动进度和相关任务，直到第二天发放活动奖励时活动页面依然未能完全修复。活动期间运营方只得通过推特和游戏内公告的形式发布相关消息，原有的活动效果也大打折扣。事后这次活动被相当一部分玩家认为是运营方进行的服务器压力测试。

## 外部連結
- 官方网站 （日語）
- 偶像大師 灰姑娘女孩 星光舞台的X（前Twitter） （日語）
- YouTube上的萬代南夢宮娛樂頻道官方YouTube频道公開播放影片：
  - YouTube上的事前登錄15秒預覽
  - YouTube上的特別映像第1彈
  - YouTube上的特別映像第2彈
  - YouTube上的特別映像第3彈
  - YouTube上的「LIVE」2D模式映像公開